# イッツ・トゥー・レイト (キャロル・キングの曲)
「イッツ・トゥー・レイト（心の炎も消え）」（原題:It's Too Late）は、キャロル・キングの1971年の2ndアルバム『つづれおり』収録の楽曲、及び同曲を収録したシングル。1971年4月16日にシングルとしてリリースされた。

## 解説
トニ・スターンが直前のジェームス・テイラーとの破局をテーマに、1日で書き上げた歌詞にキングが曲をつけた。
レコード会社は『つづれおり』の最初のシングルのA面にはアップビートの「空が落ちてくる」を選んだ。当初ラジオでのオンエアは「空が～」がメインだったが、その後、 ディスクジョッキーとリスナーはB面に収められたマイナー調のこの曲を好むようになり、しばらくの間はどちらの曲もオンエアされていたが、最終的にはこの曲がメインになった。実際、当時のビルボード・ホット100と異なり、楽曲ごとにヒットの状況を追跡するキャッシュ・ボックス・シングル・チャートではこの曲は4週間1位を記録したが、「空が～」がチャートインすることはなかった。
ビルボード・ホット100では5月8日付で初登場84位でチャートインし、6月19日付から5週間連続で1位を記録、アダルトコンテンポラリーチャートでも1位となった。なお6月12日付チャートからこのシングルをダブルA面としたことから、「空が～」とともにナンバーワンヒットになったと見なされている。1971年の年間チャートでも第3位にランクされた。売り上げはRIAAによってゴールド認定され、1972年にグラミー賞のレコード・オブ・ザイヤーを受賞した。
また、この曲は2001年に選定された世紀の歌365曲の213番にランクされ、2004年のローリング・ストーンが選ぶオールタイム・グレイテスト・ソング500にも選ばれている。 

## 歌詞と曲
作家のシーラ・ウェラーによると、トニ・スターンは ジェームス・テイラーとの恋愛が終わった後、1日で歌詞を書いたと語った。歌詞は、恨みつらみのない大人の別れを表現しており、音楽評論家のデイブ・マーシュは、女性が男性のもとを去ったことから、暗黙のフェミニズムを感じたという。
音楽評論家のロバート・クリストゴーは、「もし『It's Too Late』よりも真実の別れの歌があるとしたら、世界（少なくともAMラジオ）はそれに対応できていない」と書いている。
マーシュはこの曲のメロディはティン・パン・アレーのようで、アレンジメントはライトジャズと「LAスタジオの職人気質」の融合と表現し、ローリング・ストーンはキングのまだ30歳にも達していないとは思えない大人の雰囲気が漂うけだるいヴォーカルを「温かく、真剣な歌唱」が曲の切なさを引き出していると評した。ジェームズ・ペローネによると、ギターのダニー・コーチマー 、 サクソフォンの カーティス・エイミー 、ピアノのキングの楽器演奏によって、この曲の雰囲気が高められたとしている。 コーチマーとエイミーにはそれぞれインストゥルメンタル・ソロ・パートがあり、最後のコーラス・パート直前でフェード・アウトするエイミーによるソプラノ・サックス・ソロは「愛は思いがけず消え去ることもある」というこの曲に込められたメッセージを表現している。
この曲の悲しみはマイナーキーによって強調されている。
ペローネは、キングがこの曲をヒットさせるために使ったいくつかのメロディックなテクニックを次のように指摘している。キングは、一般的に繰り返されるリズミカルなフレーズとは対照的に、シンコペートされたリズミカルなモチーフからメロディーを構築し、それを曲の中で変化させたり組み合わせたりしている。また、主音に降りる前に最高音を何度も繰り返すことでメロディーを覚えやすくしたと考えている。このメロディの重要な感情的要素は、ほとんどの曲がそうであるように最後に主音で解決するのではなく、主音に密接な関係にある（その相対的な長調である）が決定的でない感覚を残す中音終わることである。これは、関係の終わりを完全に受け入れたことを暗示する歌詞とは対照的である。

## パーソネル
- キャロル・キング – ピアノ、ボーカル
- カーティス・エイミー – ソプラノサックス
- ダニー・”クーチ”・コーチマー – コンガ、エレキギター
- チャールズ・”チャーリー”・ラーキー – ベースギター
- ジョエル・オブライエン – ドラムス
- ラルフ・シュケット – エレクトリックピアノ

## 表彰
- ビルボード・ホット100およびアダルト・コンテンポラリー・チャートの1位。
- RIAAによってゴールド認定。
- 1972年のグラミー賞でレコード・オブ・ザ・イヤー。
- ローリング・ストーンの選ぶオールタイム・グレイト・ソング500で469番目。
- ダブルA面とともにRIAAによって365の世紀の歌の213番。

## チャートでのパフォーマンス
| チャート(1971)                                      | 最高位 |
| --------------------------------------------------- | ------ |
| オーストラリア                                      | 6      |
| カナダRPM アダルト・コンテンポラリー                | 2      |
| カナダRPM トップ・シングル                          | 1      |
| アイルランド                                        | 8      |
| ニュージーランド(Listener)                          | 6      |
| 英国                                                | 6      |
| 米国 ビルボード・ホット・アダルト・コンテンポラリー | 1      |
| 米国 ビルボード・ホット100                          | 1      |
| 米国 キャッシュボックス・トップ100                  | 1      |

| チャート (1971)             | 順位 |
| --------------------------- | ---- |
| オーストラリア              | 33   |
| カナダ RPM トップ・シングル | 5    |
| 米国 ビルボード・ホット100  | 3    |
| 米国 キャッシュボックス     | 2    |

| チャート(1958-2018)           | 順位 |
| ----------------------------- | ---- |
| 米国 ビルボード・ホット100100 | 250  |

## カバーバージョン
- 1971年： ジョニー・ハモンドのアルバム ” Breakout
- 1971年： ボビー・ハンフリーのアルバム”Flute In”
- 1972年： アイズレー・ブラザーズのアルバム”Brother、Brother、Brother” ; R&Bチャートで39位 [22]
- 1972年： ビリー・ポールのアルバム”360 Degrees of Billy Paul”
- 1972年： スタイリスティックスのアルバム”Round 2”[23]
- 1972年： デニス・ラサールのアルバム” Trapped By A Thing Called Love”
- 1972年： デニス・コフィーのアルバム”Goin 'for Myself
- 1973年： アイザック・ヘイズのアルバム”Live at the Sahara Tahoe”
- 1975年： デニス・ブラウン 、 ハーマン・チン・ロイのアルバム”Aquarius Dub”
- 1991年：ダイアナ・キャロルとバンド・クウォーツにとっての初ヒット。この曲は全英シングルチャート の8位に達した[24]
- 1991年：カルチャー・ビートのアルバム"Horizon"
- 1994年： グロリア・エステファンのアルバム、『ホールド・ミー、スリル・ミー、キス・ミー』
- 1995年： エイミー・グラントが『つづれおり〜キャロル・キング・トリビュート(Tapestry Revisited: A Tribute to Carole King)』で
- 2000年： カイル・ヴィンセントがアルバム”Solitary Road”で
- 2015年： チャイナ・クライシスのカバーバージョンアルバム”80's Re：Covered-Your Songs With The 80's Sound” [25]
- 2015年： ドラマ『グリー』で クリス・コルファーとダレン・クリスによって

## サウンドトラック
「イッツ・トゥー・レイト」は 『ファンダンゴ 　(Fandango)』(1985)、『イルマーレ (The Lake House)』(2006)、『インヴィンシブル 栄光へのタッチダウン (Invincible)』(2006)などのハリウッド映画で取り上げられた。  

## グロリア・エステファンのバージョン
1995年にはグロリア・エステファンによるカバー・バージョンが発表された。グロリアのバージョンは、ソロ名義としては自身5枚目となるスタジオ・アルバム『ホールド・ミー、スリル・ミー、キス・ミー』に収録され、アルバムから4枚目のシングルとしてリリースされた。 

### 評論家の反応
オールミュージックの編集者であるエディー・ハフマンは『ホールド・ミー、スリル・ミー、キス・ミー』のレビューでこの曲を「本物の哀愁の瞬間」と表現している。

### 公式バージョン
1. アルバム・バージョン– 3:57
2. ピアノ・ミックス– 3:38
3. ラジオ・ミックス– 3:19

### チャートでパフォーマンス
| チャート(1995)                                      | 最高位 |
| --------------------------------------------------- | ------ |
| オーストラリア(ARIA Chart)                          | 56     |
| 米国 ビルボード・ホット・アダルト・コンテンポラリー | 31     |
| 米国 R&R アダルト・コンテンポラリー・トップ30       | 13     |

| チャート(1995)                                                | 順位 |
| ------------------------------------------------------------- | ---- |
| 米国 R&R 1995年アダルト・コンテンポラリー・トップ30・トップ95 | 46   |

### フォーマットとトラックリスト
| #  | タイトル                                                                            | 作詞 | 作曲・編曲 | 時間 |
| -- | ----------------------------------------------------------------------------------- | ---- | ---------- | ---- |
| 1. | 「イッツ・トゥー・レイト (ラジオ・ミックス)」(キャロル・キング、トニ・スターン)     |      |            | 3:19 |
| 2. | 「イッツ・トゥー・レイト (アルバム・バージョン)」(キャロル・キング、トニ・スターン) |      |            | 3:57 |
| 3. | 「イッツ・トゥー・レイト (ピアノ・ミックス)」(キャロル・キング、トニ・スターン)     |      |            | 3:58 |

| #  | タイトル                                                                        | 作詞 | 作曲・編曲 | 時間 |
| -- | ------------------------------------------------------------------------------- | ---- | ---------- | ---- |
| 1. | 「イッツ・トゥー・レイト (ラジオ・ミックス)」(キャロル・キング、トニ・スターン) |      |            | 3:19 |
| 2. | 「イッツ・トゥー・レイト (ピアノ・ミックス)」(キャロル・キング、トニ・スターン) |      |            | 3:58 |

| #  | タイトル                                                                             | 作詞 | 作曲・編曲 | 時間 |
| -- | ------------------------------------------------------------------------------------ | ---- | ---------- | ---- |
| 1. | 「イッツ・トゥー・レイト (ラジオ・ミックス)」(キャロル・キング、トニ・スターン)      |      |            | 3:19 |
| 2. | 「イッツ・トゥー・レイト (ピアノ・ミックス)」(キャロル・キング、トニ・スターン)      |      |            | 3:58 |
| 3. | 「Cherchez La Femme (ラジオ・クラブ・ミックス)」(August Darnell, Stony Browder, Jr.) |      |            | 3:54 |
| 4. | 「Cherchez La Femme (アルバム・バージョン)」(August Darnell, Stony Browder, Jr.)     |      |            | 4:58 |

| #  | タイトル                                                                        | 作詞 | 作曲・編曲 | 時間 |
| -- | ------------------------------------------------------------------------------- | ---- | ---------- | ---- |
| 1. | 「イッツ・トゥー・レイト (ラジオ・ミックス)」(キャロル・キング、トニ・スターン) |      |            | 3:19 |

| #  | タイトル                                                                            | 作詞 | 作曲・編曲 | 時間 |
| -- | ----------------------------------------------------------------------------------- | ---- | ---------- | ---- |
| 1. | 「イッツ・トゥー・レイト (アルバム・バージョン)」(キャロル・キング、トニ・スターン) |      |            | 3:57 |
| 2. | 「Cherchez La Femme (アルバム・バージョン)」(August Darnell, Stony Browder, Jr.)    |      |            | 4:58 |

| #  | タイトル                                                                        | 作詞 | 作曲・編曲 | 時間 |
| -- | ------------------------------------------------------------------------------- | ---- | ---------- | ---- |
| 1. | 「イッツ・トゥー・レイト (ラジオ・ミックス)」(キャロル・キング、トニ・スターン) |      |            | 3:19 |

| #  | タイトル                                                                            | 作詞 | 作曲・編曲 | 時間 |
| -- | ----------------------------------------------------------------------------------- | ---- | ---------- | ---- |
| 1. | 「イッツ・トゥー・レイト (ラジオ・ミックス)」(キャロル・キング、トニ・スターン)     |      |            | 3:19 |
| 2. | 「イッツ・トゥー・レイト (アルバム・バージョン)」(キャロル・キング、トニ・スターン) |      |            | 3:57 |
| 3. | 「イッツ・トゥー・レイト (ピアノ・ミックス)」(キャロル・キング、トニ・スターン)     |      |            | 3:58 |
| 4. | 「Cherchez La Femme (Doom Dub)」(August Darnell, Stony Browder, Jr.)                |      |            | 8:17 |
| 5. | 「Cherchez La Femme (ピアノ・ミックス)」(August Darnell, Stony Browder, Jr.)        |      |            | 6:41 |

### リリース履歴
| 領域       | 日付          |
| ---------- | ------------- |
| アメリカ   | 1995年6月9日  |
| ヨーロッパ | 1995年6月12日 |